# Gertruda austriacka

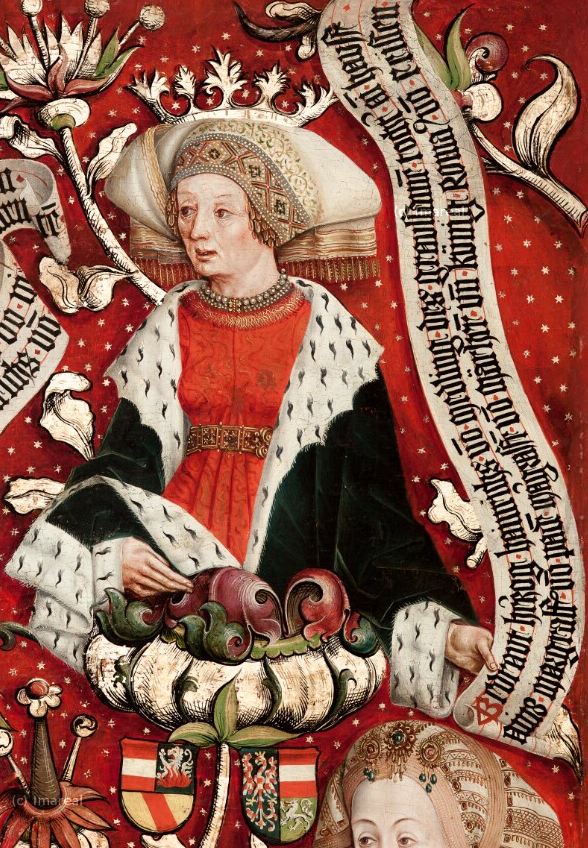
Gertruda Babenberg

Gertruda austriacka (ur. 1226, zm. 24 kwietnia 1288 w Seußlitz koło Miśni) –  księżna Mödling, tytularna księżna Austrii i Styrii z dynastii Babenbergów.
Gertruda była córką Henryka Babenberga, wnuczką księcia Austrii – Leopolda VI i księżniczki bizantyńskiej – Teodory Angeliny. Jej stryjem był ostatni z Babenbergów Fryderyk II Bitny.
W lutym 1239 w Pasawie spotkali się król Czech Wacław I Przemyślida z Fryderykiem Bitnym. Postanowiono wówczas zaręczyć Gertrudę z najstarszym synem czeskiego monarchy Władysławem. Umowę potwierdzono w 1241 w Pradze. Cztery lata później Gertrudę zapragnął poślubić cesarz Fryderyk II. Ta jednak odmówiła dopóki na cesarzu będzie ciążyć klątwa. Temu projektowi małżeńskiemu był również niechętny papież, który wówczas udzielił dyspensy na ślub z Władysławem. Fryderyk II Bitny wysłał bratanicę na czeski dwór. Ślub nastąpił w maju 1246 r. Owdowiała już w styczniu 1247 r. Była już wówczas jedną z dwóch spadkobierczyń Fryderyka Bitnego obok jego siostry Małgorzaty.
W 1248 r. papież zaoferował Gertrudzie małżeństwo z Wilhelmem Holenderskim lub jego bratem Florencjuszem. Zamiast niego w połowie tego roku poślubiła margrabiego badeńskiego Hermana (zm. 4 października 1250 r.). W czerwcu 1252 r. Gertruda zawarła w Heimburgu trzecie małżeństwo z księciem halickim Romanem Daniłowiczem. Związek został zawarty za sprawą króla węgierskiego Beli IV. Małżeństwo okazało się krótkotrwałe. Jego zawarciem poczuł się zagrożony król czeski Przemysł Ottokar II od 1251 r. noszący tytuł księcia Austrii. Rozpoczął on działania wojenne i obległ Romana i Gertrudę na zamku niedaleko Wiednia. W drugiej połowie 1253 r. Roman uciekł na Ruś i tym samym rozpadło się jego małżeństwo. Na mocy układu pokojowego Gertruda otrzymała część Styrii, 400 grzywien srebra rocznie. Zamieszkała w Voitsbergu i Judenburgu. Po rozwodzie z Małgorzatą Babenberg król Przemysł Ottokar II stał się przeciwnikiem Gertrudy. W 1267 r. odebrał jej dobra, a dwa lata później wypędził z kraju. Znalazła schronienie w Miśni. Zmarła w klasztorze klarysek w Seußlitz koło Miśni i tam została pochowana.

## Potomstwo
Gertruda miała z małżeństwa z margrabią badeńskim Hermanem dwoje dzieci:
- Fryderyk (ur. 1249, zm. 29 października 1268 r. w Neapolu, ścięty wraz z Konradynem)
- Agnieszka (ur. 1250, zm. 2 stycznia 1295 r.), poślubiła w 1263 r. księcia Karyntii Ulryka III (zm. 1269 r.), a następnie w 1270 r. krabiego Heunburga Ulryka III (zm. 1308 r.)

Z małżeństwa z Romanem Daniłowiczem pochodziła jedna córka:
- Maria (ur. 1253–1254, data śmierci nieznana), od ok. 1270 r. żona Joachima Guthkeleda